# Porothamnium scariosum
Porothamnium scariosum är en bladmossart som beskrevs av Brotherus 1925. Porothamnium scariosum ingår i släktet Porothamnium och familjen Neckeraceae. Inga underarter finns listade i Catalogue of Life.